# Corpus Hippocraticum

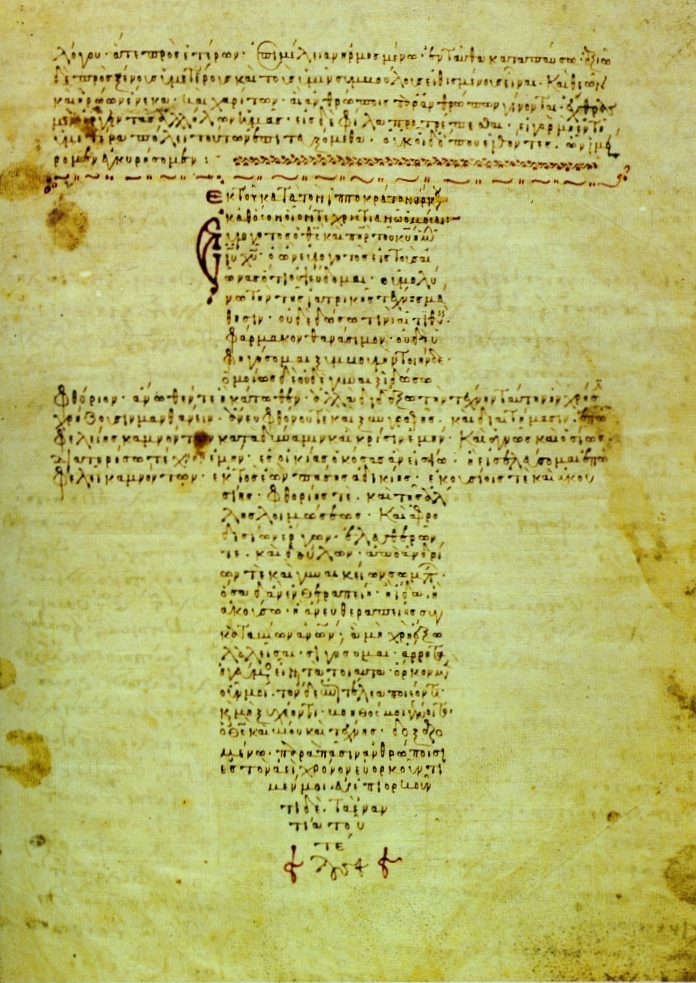
Cópia manuscrita bizantina do século XII

O Corpus hippocraticum (do latim: Coleção hipocrática) é uma coletânea de cerca de 60 tratados principalmente do início da Grécia Clássica que embora tenha muitas vezes sua autoria vinculada a Hipócrates de Cós, em seu conjunto não pode ser atribuído a nenhum autor específico. A obra é considerada um esforço coletivo que engloba grande diversidade filosófica e pluralidade de práticas médicas de variados autores gregos. Essa diversidade contribuiu para que o Corpus Hippocraticum fosse interpretado por meio de múltiplas perspectivas. Os tratados mais antigos da coleção hipocrática são datados, aproximadamente, de 450 a 430 a.C., enquanto os mais novos seriam dos séculos IV e III a.C..  A coleção de aproximadamente 60 livros escrita no dialeto jônico foi inicialmente compilada e catalogada pela escola médica de Alexandria, durante o período helenístico.

## Origem: autoria e história da publicação
Além de tratados médicos, o Corpus Hippocraticum possui conferências sobre medicina e filosofia, textos para leigos e notas para orientação de alunos de minutas de discursos. Até o século XVIII foi considerado uma obra básica no ensino da medicina ocidental, e somente as modernas descobertas da ciência do século XIX ultrapassaram sua importância nas escolas médicas. Embora a coleção tenha sido tradicionalmente atribuída à Hipócrates de Cós, não é possível afirmar que nenhum dos escritos seja de sua autoria. Alguns especialistas sugerem que muitos textos do Corpus Hippocraticum foram escritos por Pólibo, seu genro. Os mais antigos textos datam de cerca de 440 a.C., e os mais novos, dos séculos IV e III a.C..

## Conteúdo

#### Lista cronológica de obras
| Cronologia das obras                | Obras |
| ----------------------------------- | --- |
| Segunda metade do século V a.C.     | Ares, águas e lugares; Sobre a doença sagrada; Prognóstico; Sobre a arte médica |
| Último quarto do século V a.C.      | Sobre os ventos (gases); Sobre a medicina antiga; Do regime nas doenças agudas |
| Fim do século V a.C.                | Epidemias, Livros I e III (por volta de 410); Da natureza do homem; Do regime salutar (por volta de 410 - 400) |
| Fim do século V e começo do IV a.C. | Articulações; Fraturas; Da oficina do médico; Sobre as feridas na cabeça; Instrumentos de redução (Mochlique); Da natureza dos ossos; Epidemias II, IV e VI; Dos humores; Sobre o regime; Da geração; Da natureza da criança; Sobre o parto de oito meses e Sobre o parto de sete meses; Da excisão dos fetos (ou Embriotomia); Das doenças femininas I e II; Sobre as mulheres estéreis; Da hiperfertilidade; Da natureza da mulher; Dos músculos; Das feridas; Juramento; Sobre o uso dos líquidos; Das doenças II e III |
| Entre 400 e 390 a.C.                | Das doenças internas |
| 380 a.C.                            | Das afecções; Dos remédios; Das doenças I; Aforismos; Das crises |
| 358-348 a.C.                        | Epidemias V e VII; Sobre as fístulas; Da doença das virgens; Sobre as hemorroidas; Dos lugares no homem |
| Época helenística certa ou provável | Lei |
| século IV a.C. ou mais cedo         | Sobre os alimentos; Do coração; Sobre as glândulas |
| Época romana e cristã               | Sobre a anatomia; Sobre a dentição; Sobre o médico; Sobre a decência; Testamento |
| De datação difícil                  | Sobre os dias críticos; Semanas |

## Temas gerais das obras
No período da Grécia arcaica, os gregos, provavelmente, cuidavam dos doentes com métodos religiosos, pois acreditavam que a doença e a saúde eram responsabilidades dos deuses. O que mantinha vivo um organismo era a energia vital, presente em todas as partes do corpo. A energia vital era mantida por fatores externos ao corpo, ou seja, por alimentos, bebidas e o ar. Posteriormente, durante os séculos VI e VI a.C., desenvolveu-se a teoria de que os componentes do Universo (a água, a terra, o fogo e o ar) e, portanto, do próprio organismo, eram responsáveis pelas características deste e que suas variações quantitativas representavam o “equilíbrio” e o “desequilíbrio”: a saúde e a doença, respectivamente. Durante a Grécia Clássica surgiu entre os filósofos gregos a convicção de que a natureza humana não era exclusivamente dependente dos deuses e que, por esse motivo, era fundamental o conhecimento da essência natural do homem. Os conhecimentos e as doutrinas dos filósofos e dos médicos da Grécia Clássica sobreviveram até hoje, graças, principalmente, à coletânea dos textos hipocráticos da Biblioteca de Alexandria. O Corpus Hippocraticum foi de grande importância para a medicina, pois, com a mudança na Grécia do período arcaico para o clássico, surgiu uma grande preocupação com a razão, o que resultou em uma mudança na visão da medicina em si, fazendo o médico desprender-se do divino. Todavia, suas informações são mais detalhadas sobre a ética médica e de como o médico deve agir em suas consultas em prol do seu paciente. A fisiologia e a anatomia humanas foram relacionadas ao de plantas e animais devido a sua similaridade em certos aspectos pelos estudos dos autores hipocráticos. O corpo humano na época da Grécia antiga não era estudado a fundo, tendo-se assim pouco entendimento. Apenas existem teorias e esquemas que podem ajudar a entender o comportamento sanguíneo e dos humores em meio a uma busca por conhecer melhor internamente o corpo do ser humano.

## Teoria dos humores
A descoberta mais famosa conhecida sobre os autores hipocráticos passa pela teoria dos quatro humores corporais, conhecidos como: sangue, fleuma, bile negra e bile amarela. O equilíbrio sobre tais humores designavam saúde em uma pessoa, assim como sua instabilidade, a causa de doenças. Isso foi utilizado como método curativo no período clássico da Grécia, onde teve através do tempo sua consolidação no século de Péricles (444 a 404 a.C.) onde pelo uso ou não uso de certos alimentos ou líquidos, era possível ter uma regulação através da falta ou excesso do mesmo, o que resultava na cura do indivíduo. Juntamente de tal conhecimento, os humores estão ligados a um elemento da natureza ou órgão específico e também se diferem um dos outros pela proporção entre os elementos. Como exemplo podemos citar o sangue, que é quente e úmido e tem relação com o ar e coração sendo responsável pela alegria pessoal.

## Principais obras

#### Da natureza do homem
O Da natureza do homem é atribuído a Pólibo (genro de Hipócrates) e figura como um dos textos dos quais a autoria é mais precisa, pois Aristóteles cita um trecho da obra em seu História dos Animais, atribuindo-o a Pólibo. O livro trata principalmente de observações e defende que as doenças não têm uma causa divina, mas sim são causadas pelo desequilíbrio dos quatro humores existentes no corpo humano (sangue, fleuma, bile amarela e bile escura). Ele também recomenda como método de tratamento a sangria, que é a retirada do sangue que estaria causando a doença por estar em excesso. Ele também explica que doenças específicas, como a disenteria, são mais comuns no verão e na primavera pelo sangue estar mais quente nesta época. Também afirma que se uma doença começou por uma parte forte do corpo, como o coração e o cérebro, tem mais chances de ser fatal pois conseguirá se espalhar para as partes fracas mais facilmente.

#### Ares, Águas e Lugares
Ares, águas e lugares é um tratado redigido no contexto das fusões de ideias helênicas na cidade de Atenas, entre elas, ideias médicas. A obra é atribuída ao final do século V a.C.. Assim como Sobre a doença sagrada, o texto é permeados por valores empíricos e laicos que opõem-se com as praticas tradicionais mitológicas anteriormente empregadas. O livro apresenta a dieta como forma de restauração do equilíbrio da natureza humana nos casos em que não é possível restringir o contato com o elemento causador do desiquilíbrio. Ele também nos mostra os muitos elementos que influenciam na medicina, entre eles estão os fatores geográficos como vento, solos, climas e águas em conjunto com as características humanas, sua tendência para o labor e seus hábitos alimentares. A água é considerada parte fundamental para a saúde por mais que algumas variedades também possam transportar conteúdos danosos. A mistura de elementos naturais diversos, sejam eles águas provenientes de fontes distintas ou ventos de direções contrárias, levam à enfermidade, devido ao fato dessas variedades não se misturarem e gerarem conflito interno no corpo do indivíduo. As mudanças astrais e sazonais eram comumente associadas à modificações patológicas, datas importantes do calendário solar e astral e eram consideradas pontos de mudança do quadro do paciente. A hereditariedade de características é conhecida pelo autor e usada para explicar a similaridade entre indivíduos de um mesmo povo. Acredita-se que um povo que se assenta em clima ameno e com pouca variação climática entre as estações tenha por consequência aparência e costumes homogeneizados. Enquanto isso, climas diversificados levam a uma diversidade populacional.

#### O Juramento de Hipócrates
O Juramento de Hipócrates é talvez o mais famoso texto de todo o Corpus Hippocraticum por sua utilização como espécie de código de ética médico. Como muitos textos, foi escrito no dialeto jônico, por volta dos séculos V e III a.C.. O juramento é ainda hoje a base do sistema ético da medicina e uma versão moderna é geralmente usada como parte do rito de passagem do estudante para tornar-se um profissional. Também não podemos atribuir autoria de forma precisa a ele. O Juramento pode ser dividido em três partes principais: invocação, cláusulas e imprecação. Na invocação, faz-se um apelo a Apolo, Asclépio, Hígia e Panaceia, divindades associadas com a prática médica, seguida de um apelo aos outros deuses. As cláusulas são compromissos apresentados de forma sequencial, que o médico deve seguir tanto na esfera pessoal quanto profissional. A imprecação trata-se de um termo de punição para aqueles que não seguirem o juramento feito aos deuses, conforme estabelecidos nas cláusulas.
O Juramento:
"[1a] Juro por Apolo médico, Asclépio, Hígia, Panaceia e todos os deuses e deusas, e os tomo por testemunhas que, conforme minha capacidade e discernimento, cumprirei este juramento e compromisso escrito:
[1b] considerar igual a meus pais aquele que me ensinou esta arte, compartilhar com ele meus recursos e se necessário prover o que lhe faltar; considerar seus filhos meus irmãos, e aos do sexo masculino ensinar esta arte sem remuneração ou compromisso escrito, se desejarem aprendê-la; compartilhar os preceitos, os ensinamentos orais e todas as demais instruções com os meus filhos, os filhos daquele que me ensinou, os discípulos que assumiram compromisso por escrito e prestaram juramento conforme a lei médica, e com ninguém mais; [2] utilizarei a dieta em benefício dos que sofrem, conforme minha capacidade e discernimento, e além disso repelirei o mal e a injustiça; [3] não darei, a quem pedir, nenhuma droga mortal, nem recomendarei essa decisão; do mesmo modo, não darei a mulher alguma pessário para abortar; [4] com pureza e santidade conservarei minha vida e minha arte; [5] não operarei ninguém que tenha a doença da pedra, mas cederei o lugar aos homens que fazem essa prática. [6] Em quantas casas eu entrar, entrarei para benefício dos que sofrem, evitando toda injustiça voluntária e outra forma de corrupção, e também atos libidinosos no corpo de mulheres e homens, livres ou escravos. [7] O que vir e ouvir, durante o tratamento, sobre a vida dos homens, sem relação com o tratamento, e que não for necessário divulgar, calarei, considerando tais coisas segredo. [8] Se cumprir e não violar este juramento, que eu possa desfrutar minha vida e minha arte afamado junto a todos os homens, para sempre; mas se eu o transgredir e não cumprir, que o contrário aconteça."

#### Da doença sagrada

Magni Hippocratis medicorum omnium facile principis, opera omnia quae extant, 1657

Este livro é um dos primeiros relatos sobre a epilepsia, que naquela época foi explicada como um acúmulo da fleuma nas veias próximas ao cérebro. O autor do livro reitera mais de uma vez que as doenças não têm causa divina, mas sim humana. O autor atesta isso após notar que os tratamentos utilizados, tais como orações e encantamentos, não mostraram efeito. Este pensamento foi fundamental para o desenvolvimento da medicina nos séculos seguintes. O autor também diz que quanto mais sangue há no paciente, menos afetado pela doença ele será. O texto também fala sobre a anatomia que se conhecia do corpo e principalmente do cérebro naquela época.

#### Do médico
Este é um tratado que cita as características éticas do médico e explica diversos métodos terapêuticos, esclarecendo mais detalhadamente o processo cirúrgico, o uso de instrumentos da forma correta e a explicação deles. Fala também do método de cirurgias em meio a guerras e do tratamento de feridas e abscessos.

#### Do decoro
Este livro se dedica a explicar o comportamento correto que um médico deve ter em uma consulta: o texto foi escrito ou no século III ou IV, e tem possíveis influência da doutrina filosófica do estoicismo. Tendo a sabedoria médica como um dos grandes tópicos, o livro explica a ética médica e a necessidade de uma escolha correta e coerente para um diagnóstico preciso.

#### A lei
Retrata a formação profissional de um médico juntamente com uma explicação sobre o bom e o mal profissional. Aborda também a falta de preparação de certos profissionais, sua falta de comprometimento e a ausência de punição legal contra eles.